# 贝桑松城塞
贝桑松城塞 （法語：Citadelle de Besançon）是一座17世纪的堡垒，位于法国原弗朗什-孔泰首府贝桑松市。它是由塞巴斯蒂安·勒普雷斯特·德·沃邦设计的军事建筑杰作之一。贝桑松城塞占地11公顷，位于圣艾蒂安山上，圣艾蒂安山是保护贝桑松的七座山之一，占据了由杜河形成的牛轭的颈部，俯瞰着位于牛轭内的城市老城区，可以俯瞰城市及其周围地区，这使得该地点具有战略意义，尤利烏斯·凱撒早在公元前58年就认识到了这一点。
防御工事保存得很好。今天，它是一个重要的旅游景点（每年超过25万游客），因为它有自己的特点，而且是好几个博物馆的所在地。这些博物馆包括一个抵抗运动和驱逐出境博物馆，一个专注于弗朗什科迈传统生活和该地区考古历史的博物馆，以及一个自然历史博物馆。
2008年7月7日，联合国教科文组织将这座城堡和附近的格里芬堡列为世界遗产地，以证明沃班的工程及其对17世纪至20世纪军事防御工事设计和战略的影响。自1942年以来，法国文化部已将该城堡列为“法国历史遗迹”。

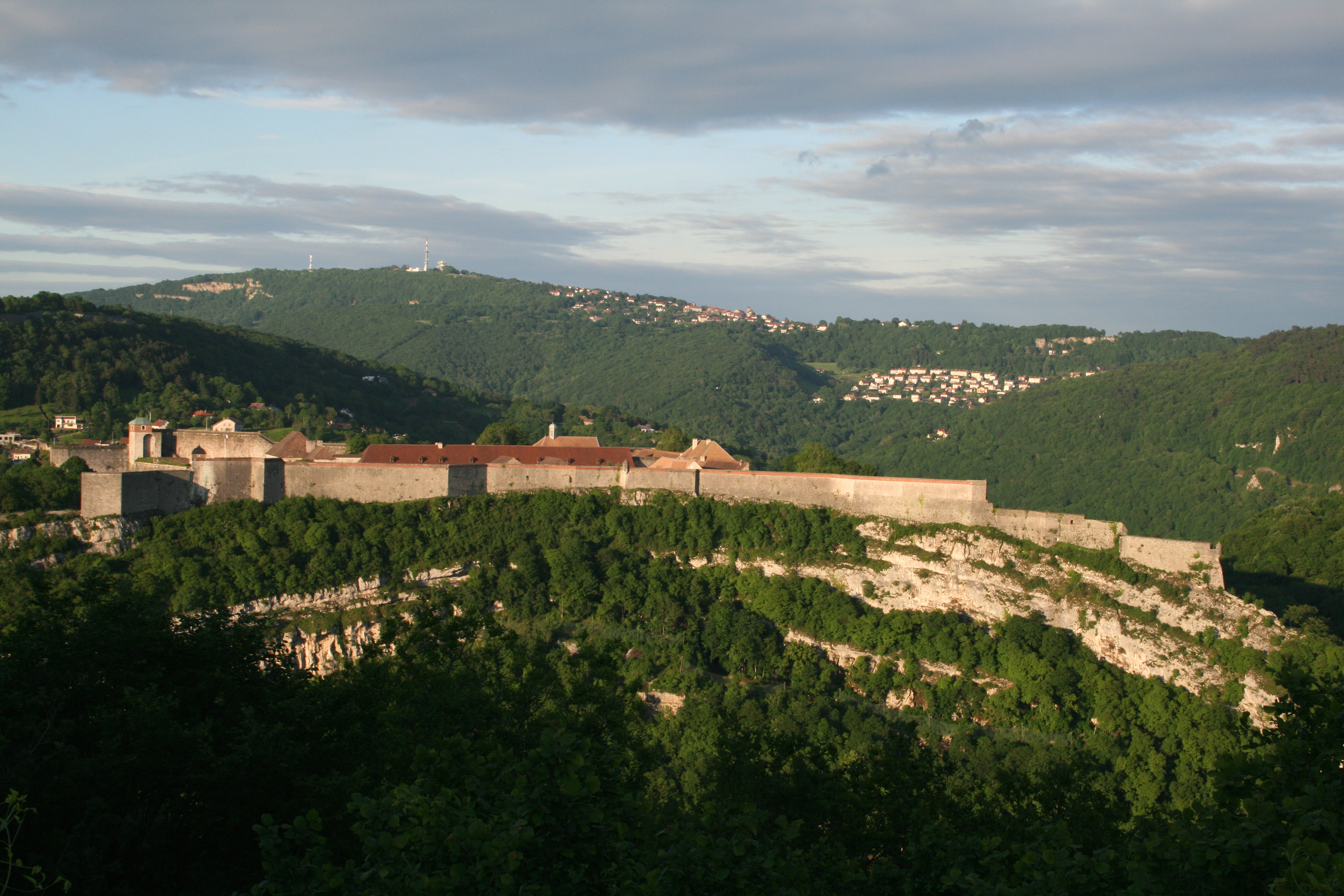
Southwest view of the citadel

| 2001    | 2002    | 2003    | 2004    | 2005    | 2006    | 2007    |
| ------- | ------- | ------- | ------- | ------- | ------- | ------- |
| 241,532 | 277,777 | 276,169 | 275,751 | 257,342 | 222,515 | 274,539 |

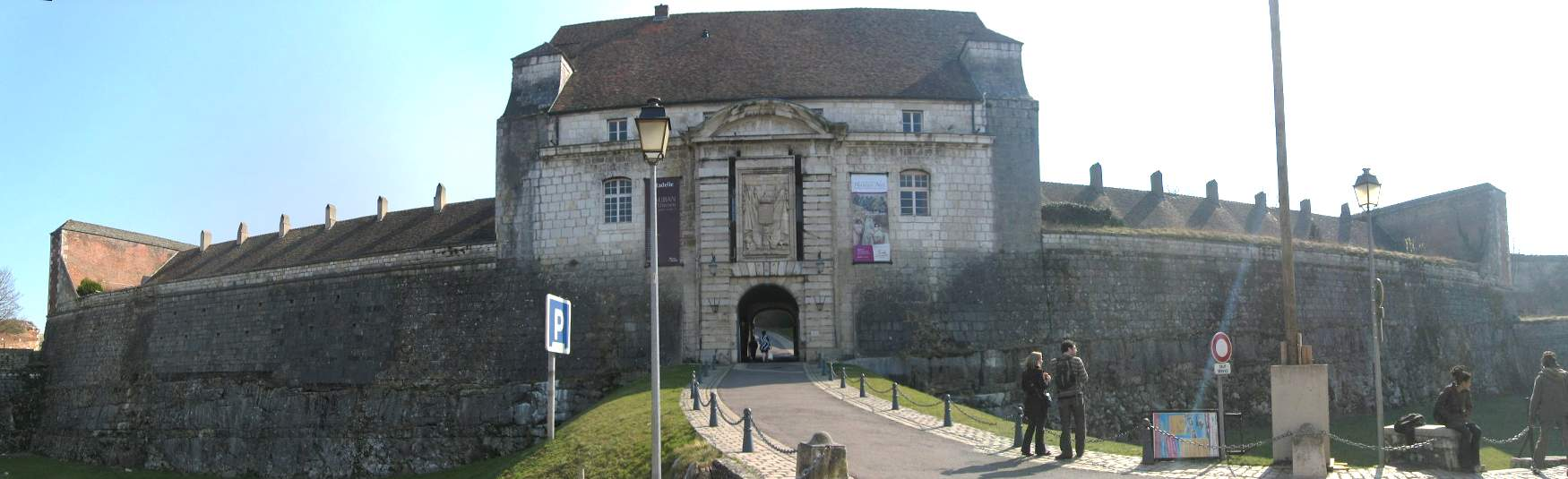
入口
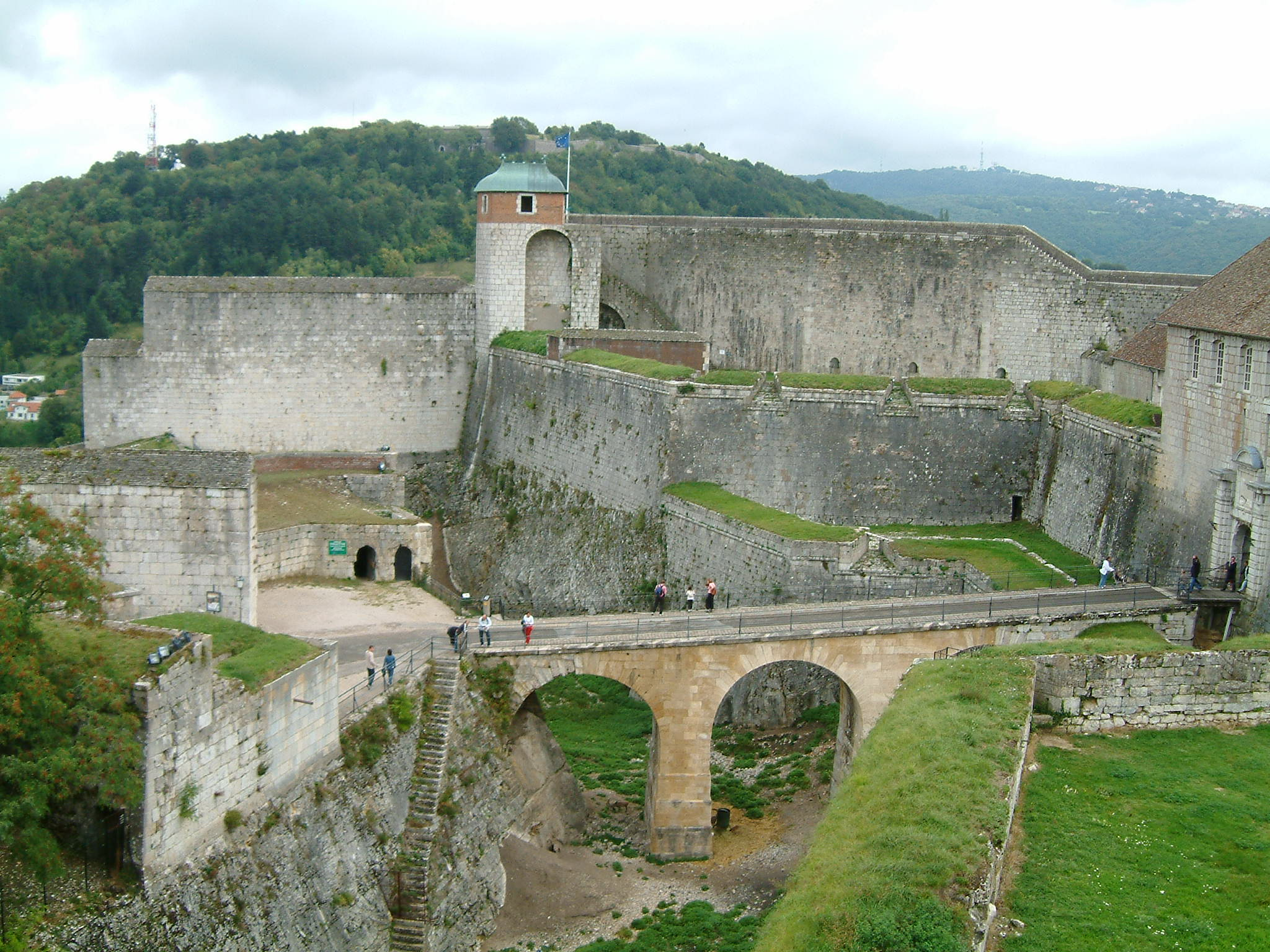
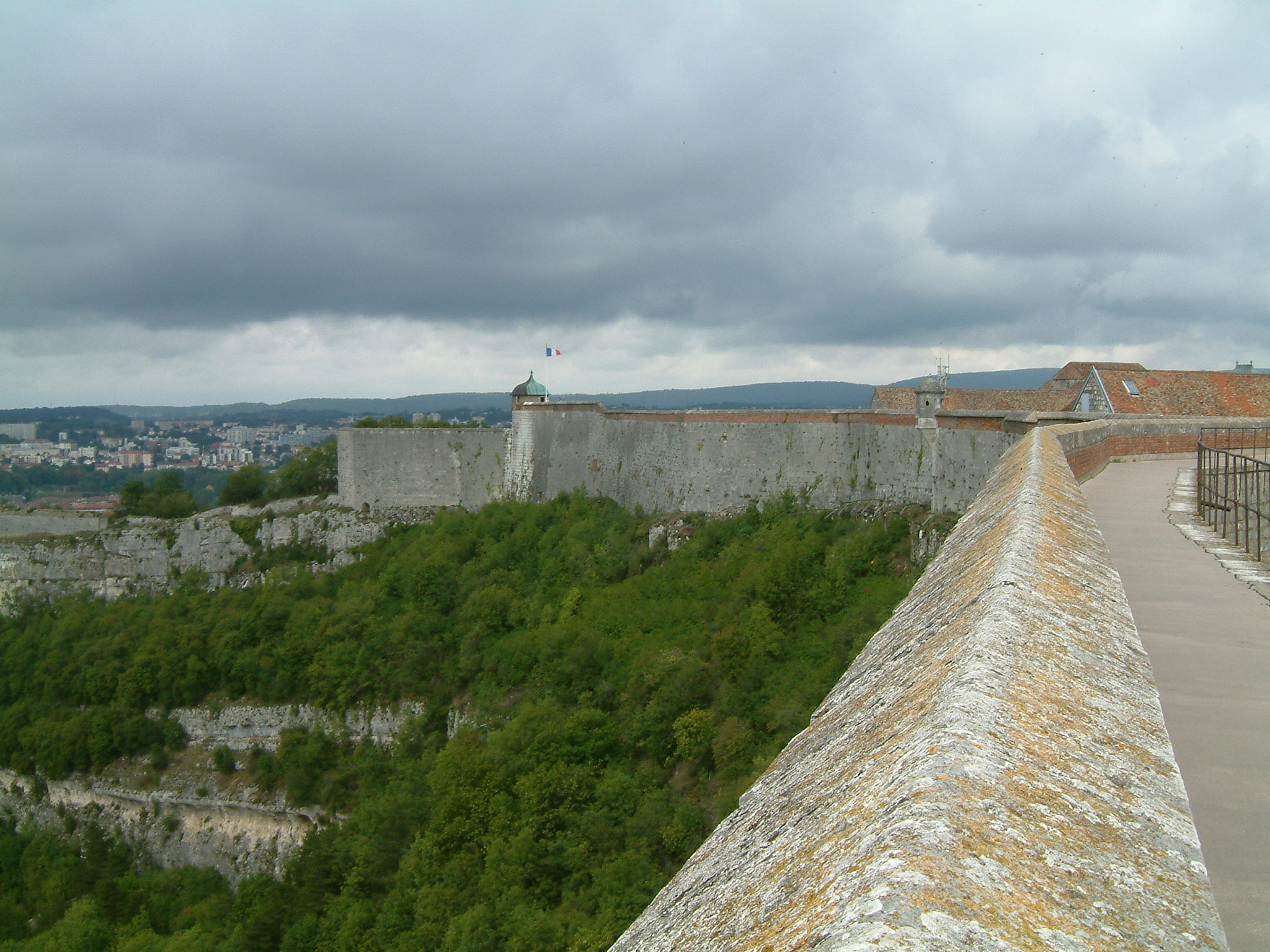
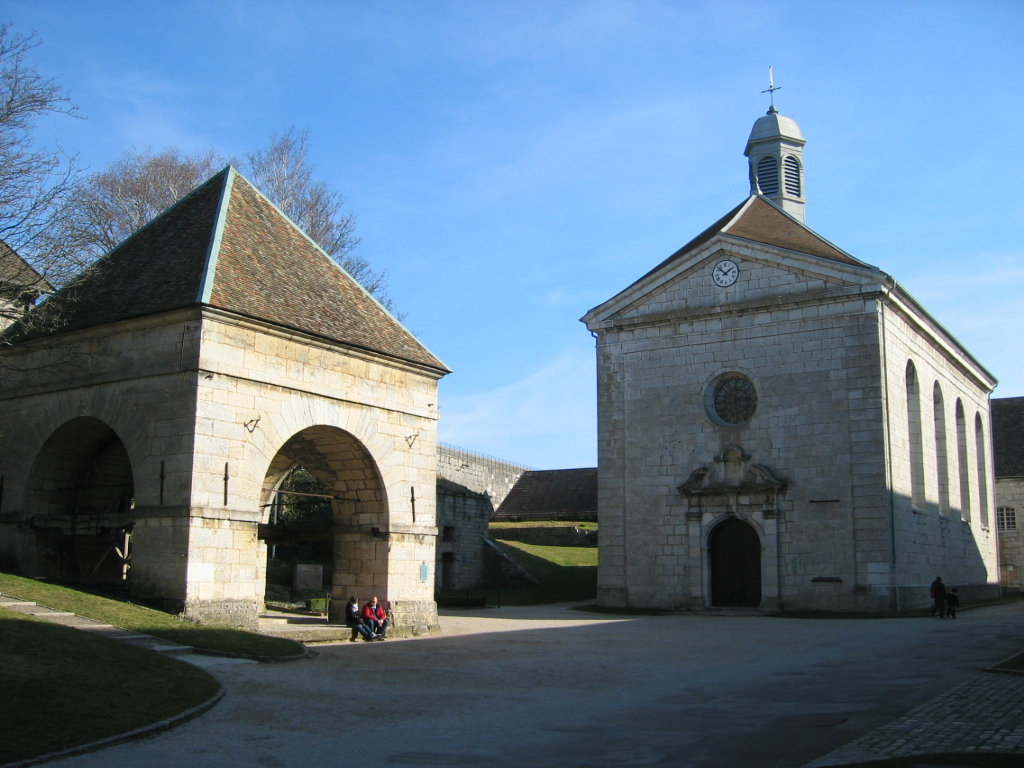
小堂和水井
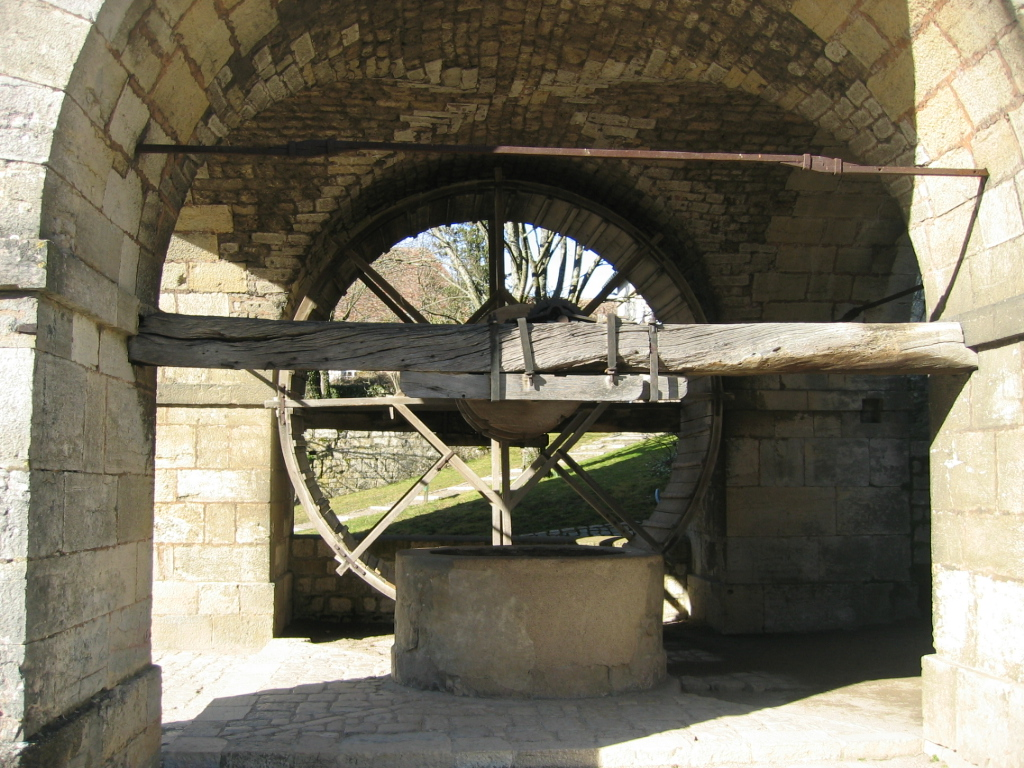
132米的深井
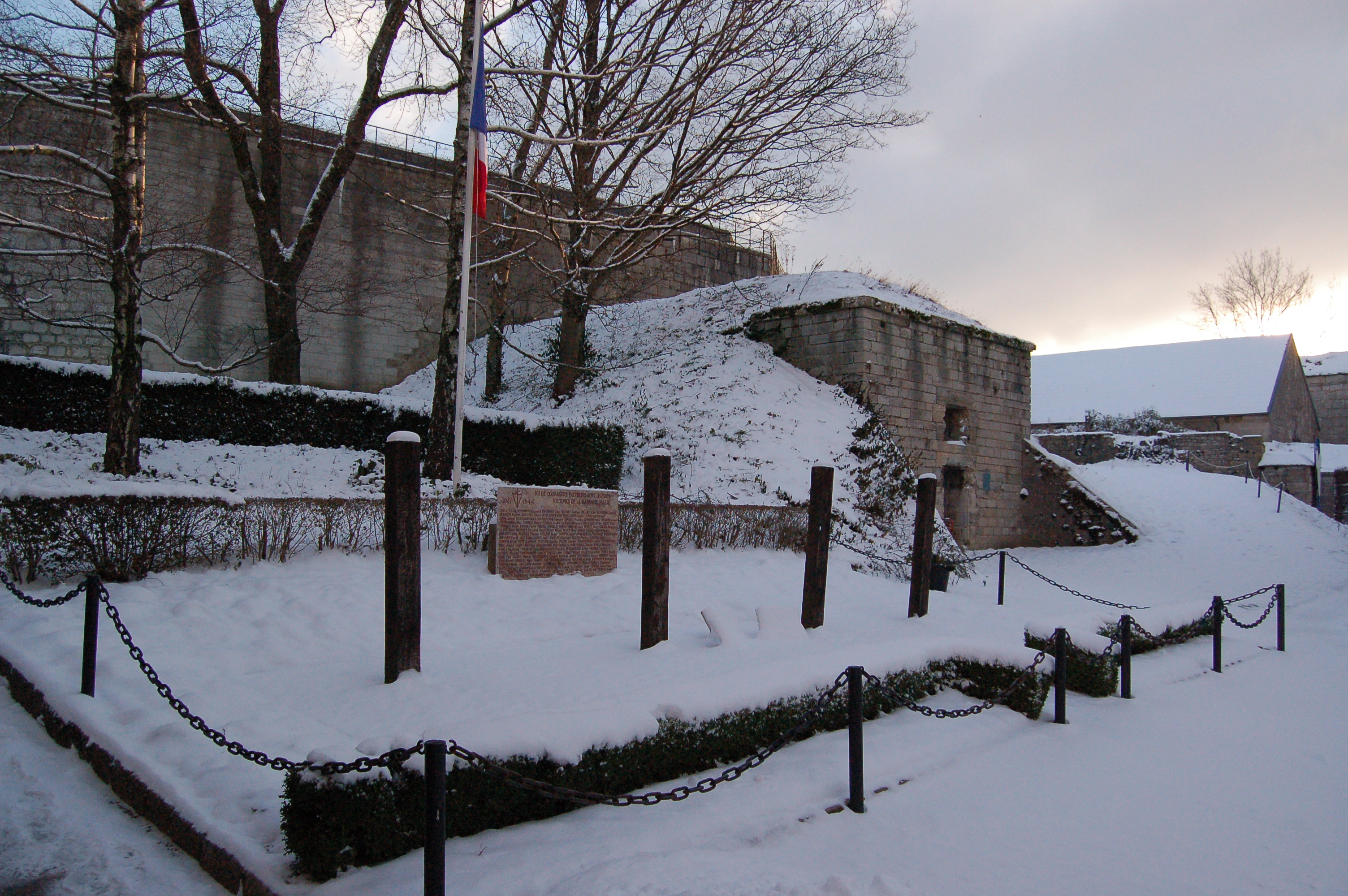
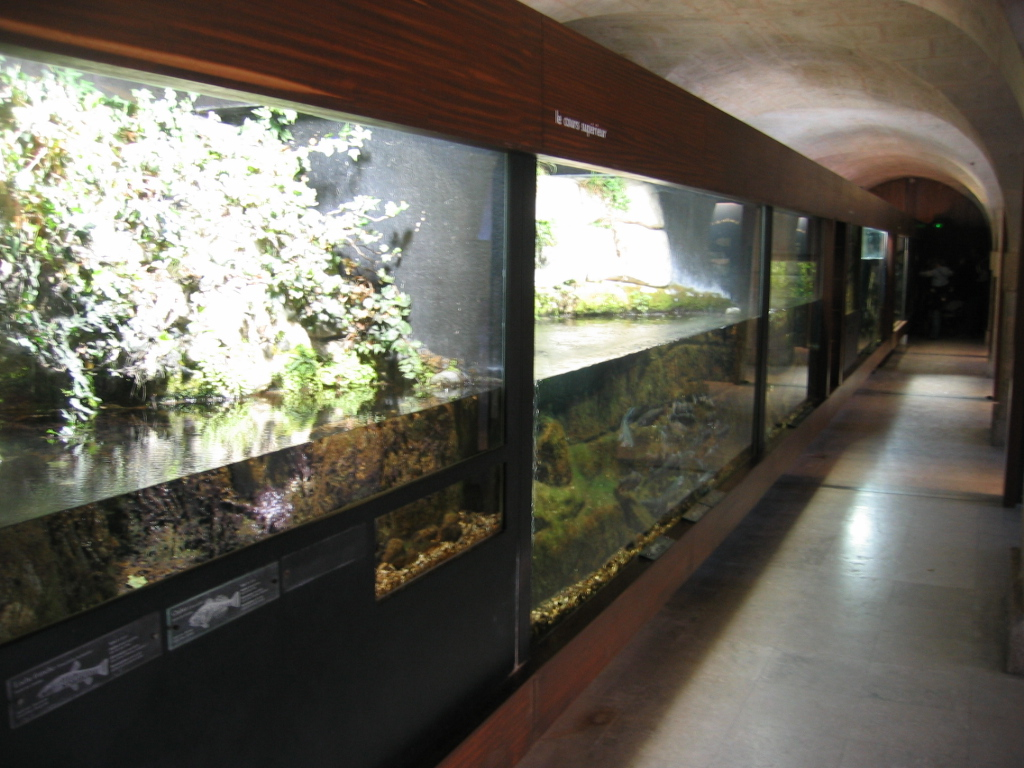
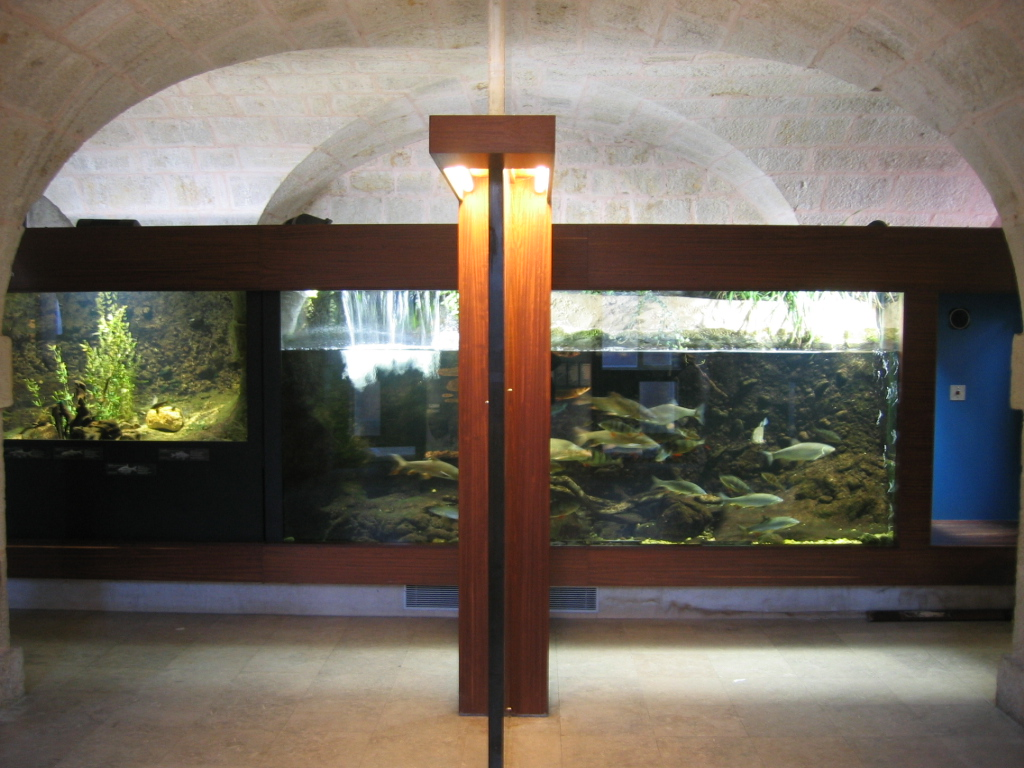
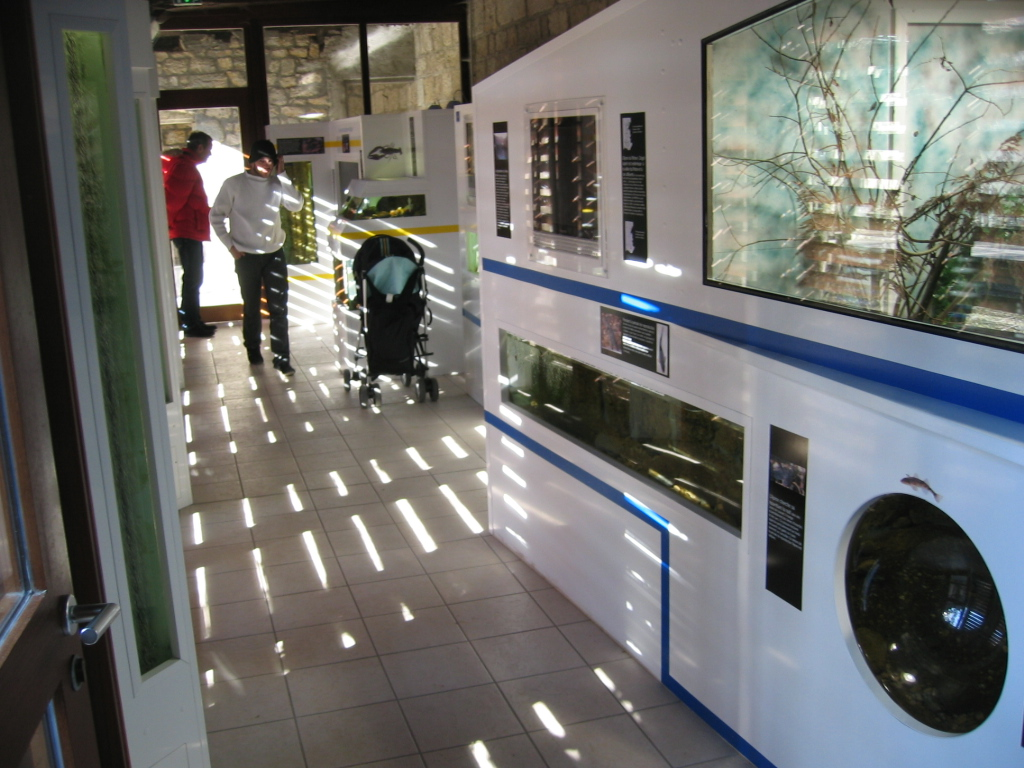
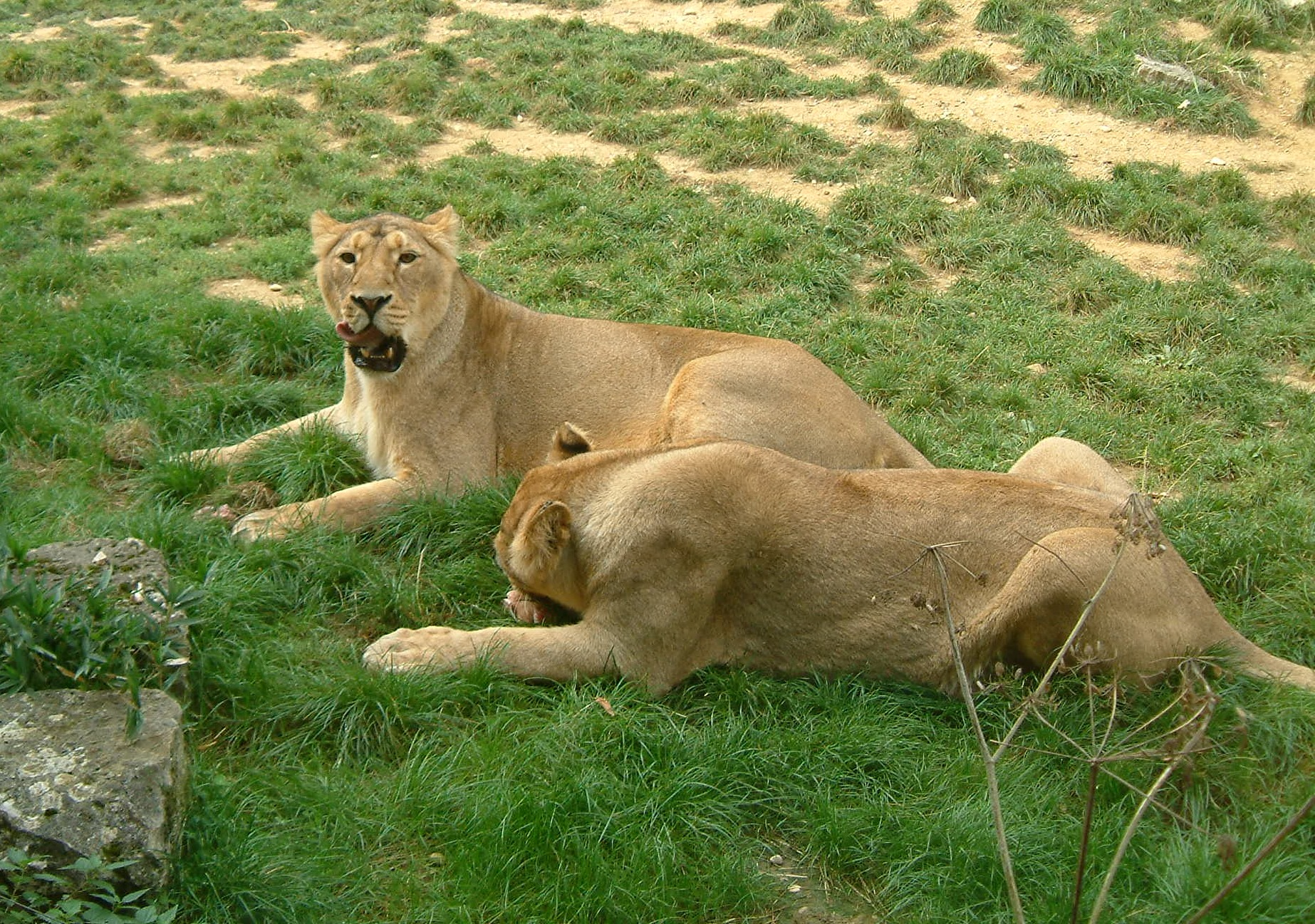
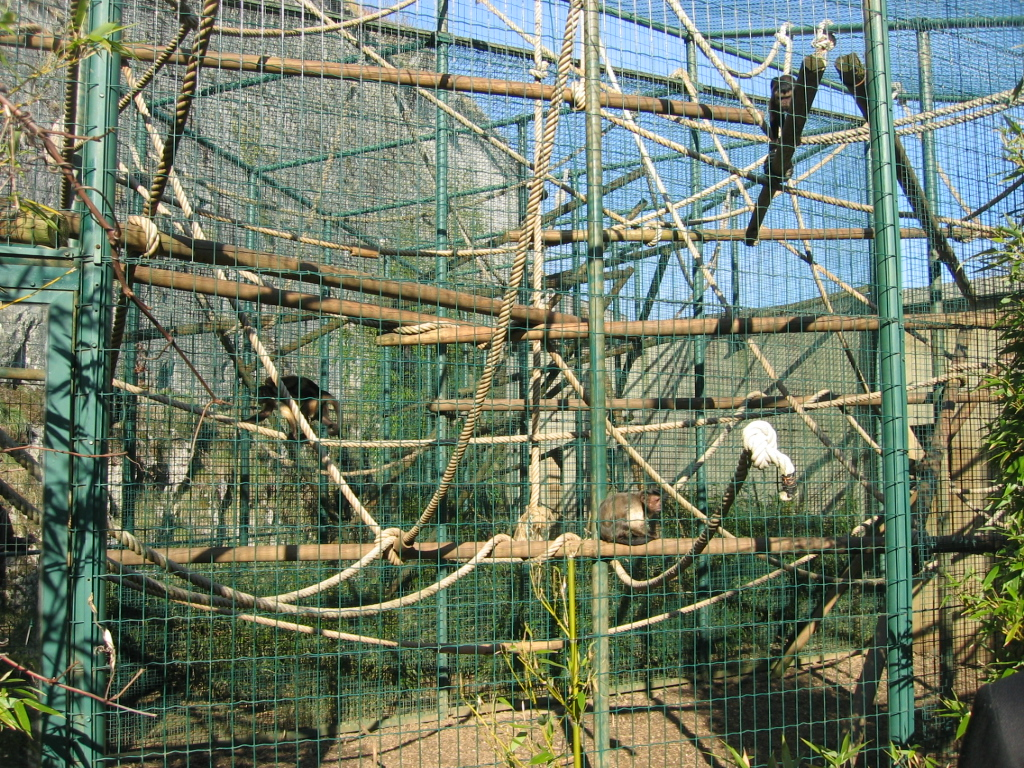